# Feliks Widy-Wirski

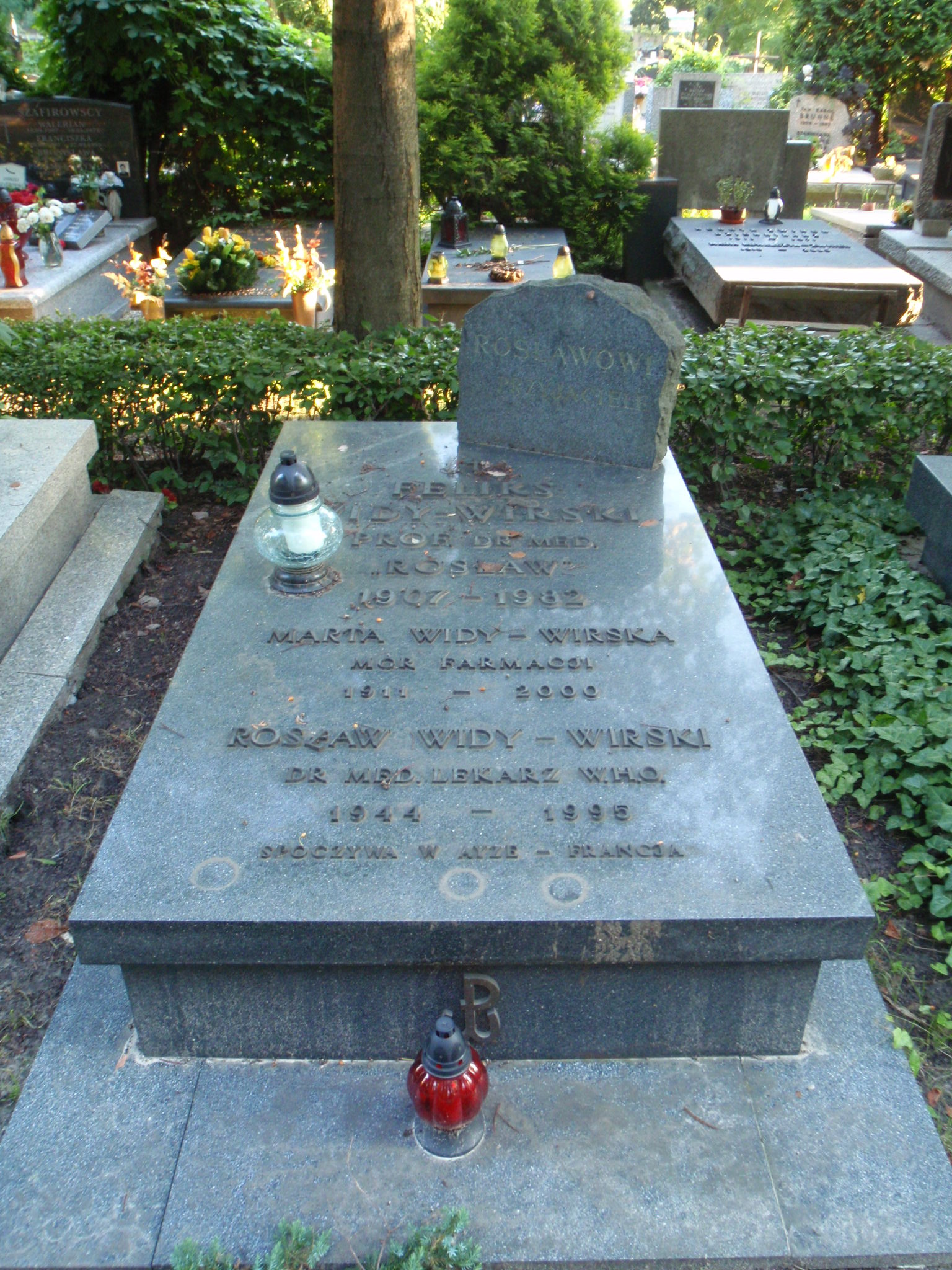
Grób Feliksa Widy-Wirskiego na cmentarzu Wojskowym na Powązkach w Warszawie

Feliks Teodor Widy-Wirski (do 1945 Feliks Teodor Widy), ps. „Rosław” (ur. 11 lipca 1907 we Lwowie, zm. 15 stycznia 1982 w Warszawie) – polski lekarz ginekolog, bibliotekarz i polityk, kierownik Ministerstwa Informacji i Propagandy, podsekretarz stanu w czterech ministerstwach, wicewojewoda poznański, prezes Stronnictwa Pracy i działacz PZPR, poseł do Krajowej Rady Narodowej, na Sejm Ustawodawczy oraz na Sejm PRL II i III kadencji, żołnierz Armii Krajowej, powstaniec warszawski, Sprawiedliwy wśród Narodów Świata.

## Życiorys
Był synem Józefa i Matyldy z domu Ileczko. Uczęszczał do niemieckiego gimnazjum w Grudziądzu, a następnie do klasycznego gimnazjum w Brodnicy, którym w 1924 zdał maturę. Jako student działał w Związku Polskiej Młodzieży Demokratycznej (1925–1931), a także w Lewicy Akademickiej na Uniwersytecie Poznańskim. Na tej uczelni uzyskał tytuł doktora wszech nauk lekarskich w 1931, a od 1932 do 1939 był asystentem. W latach 30. pracował też jako lekarz w szpitalu ginekologicznym oraz w Ubezpieczalni Społecznej. Uzyskał specjalizację z ginekologii. Był podporucznikiem rezerwy służby sanitarnej Wojska Polskiego. Politycznie był działaczem Narodowej Partii Robotniczej – Lewicy (1931–1933), a następnie Narodowego Stronnictwa Pracy. Uczestnik wojny obronnej w 1939, walczył w szeregach 18 Dywizji Piechoty, 12 września ranny w bitwie pod Andrzejewem. W czasie okupacji niemieckiej więziony na warszawskim Pawiaku, więzienie opuścił w 1940. W czasie II wojny światowej działał w Stronnictwie Pracy (1940–1942). W 1942 przyjął pseudonim „Wirski”. W 1943 był współzałożycielem Stronnictwa Zrywu Narodowego.
Brał udział w powstaniu warszawskim, walcząc w Zgrupowaniu „Bartkiewicz” Armii Krajowej. Z Warszawy po upadku powstania wydostał się wraz z cywilami, ukrywał się w Podkowie Leśnej Zachodniej. 30 listopada 1944 wziął udział w konferencji w Milanówku, na której działacze „Zrywu” uznali Polski Komitet Wyzwolenia Narodowego za rząd Polski i opowiedzieli się za sojuszem z Polską Partią Robotniczą. Od stycznia 1945 był wicewojewodą, a od maja 1945 do sierpnia 1946 wojewodą poznańskim. W 1945 został członkiem PPR, ale wkrótce zajął się reaktywowaniem środowiska „Zrywu”. 10 lutego 1945 zaproponował odbudowę Stronnictwa Pracy na bazie dotychczasowego Stronnictwa Zrywu Narodowego. Uczestniczył w konferencji w Bydgoszczy, gdzie połączono „Zryw” ze Stronnictwem Pracy, w którym został wiceprezesem Zarządu Głównego. W grudniu 1945 wybrany został na I wiceprezesa partii, a w 1946 został prezesem Zarządu Głównego (w 1947 zastąpił go Stefan Brzeziński, który próbował bezskutecznie usunąć go z partii w wyniku konfliktu na tle stosunku do Kościoła katolickiego). Od lutego 1949 był sekretarzem generalnym Stronnictwa Pracy, które zostało rozwiązane w 1950.
W latach 1945–1952 pełnił mandat posła kolejno do Krajowej Rady Narodowej (do 1947) i na Sejm Ustawodawczy. Ponadto od lipca 1946 do kwietnia 1947 był podsekretarzem stanu w Ministerstwie Informacji i Propagandy, od 6 września 1946 do 15 kwietnia 1947 kierownikiem resortu informacji i propagandy w rządach Edwarda Osóbki-Morawskiego i Józefa Cyrankiewicza, od kwietnia 1947 do kwietnia 1948 podsekretarzem stanu w Ministerstwie Kultury i Sztuki, a od kwietnia 1948 do lipca 1950 podsekretarzem stanu w Ministerstwie Żeglugi. W latach 1950–1952 był dyrektorem Państwowych Zakładów Wydawnictw Lekarskich. Następnie do 1955 był więziony pod zarzutami politycznymi, po czym został uwolniony i zrehabilitowany. Został dyrektorem Państwowego Szpitala Klinicznego nr 2 w Warszawie, od 1955 do 1956 pracował też jako redaktor w Ośrodku Dokumentacji Polskiej Akademii Nauk w Warszawie, następnie do 1958 był stypendystą Uniwersytetu Wiedeńskiego i zakładów naukowych w Stanach Zjednoczonych. Od 1956 należał do Polskiej Zjednoczonej Partii Robotniczej, w latach 1957–1965 posłem na Sejm PRL II i III kadencji. Był delegatem na III (1959) i IV (1964) zjazd PZPR. Pracując naukowo, publikował prace dotyczące profilaktyki i leczenia raka szyjki macicy. W 1959 opublikował rozprawę habilitacyjną Z podstawowych zagadnień historii medycyny. Próba wstępu do naukowej historii medycyny. W latach 1959–1960 był pełnomocnikiem budowy Instytutu Medycyny Doświadczalnej. 1 czerwca 1960 został powołany na stanowisko zastępcy sekretarza naukowego Wydziału VI Nauk Medycznych PAN, które zajmował do 1961. Od maja 1961 do grudnia 1964 sprawował funkcję podsekretarza stanu w Ministerstwie Zdrowia i Opieki Społecznej. W 1964 otrzymał tytuł profesora nadzwyczajnego, po czym został kierownikiem Stacji Naukowej PAN w Paryżu, którą kierował do 1970. W latach 1971–1981 był dyrektorem Głównej Biblioteki Lekarskiej w Warszawie. Autor kilku publikacji poświęconych naukowej informacji medycznej. Był pełnomocnikiem Ministerstwa Zdrowia i Opieki Społecznej ds. naukowej informacji medycznej. Członek rad naukowych Instytutu Informacji Naukowej, Technicznej i Ekonomicznej, Biblioteki Narodowej, Ośrodka Informacji Naukowej PAN oraz Państwowej Rady Bibliotecznej.
W grudniu 1945 wydał książkę Polska a rewolucja. Działał w organizacjach kombatanckich, współzałożyciel Związku Uczestników Walki Zbrojnej z Niemcami o Niepodległość i Demokrację, od 1949 w prezydium Zjazdu Połączeniowego Związku Bojowników o Wolność i Demokrację. Po utworzeniu ZBoWiD wchodził w skład Głównej Komisji Odznaczeniowej i Zarządu Głównego. Był skarbnikiem zarządu Towarzystwa Przyjaźni Polsko-Radzieckiej.
Żonaty z Martą Widy-Wirską z domu Wołyńcewicz (1911–2000). Oboje w 1992 zostali odznaczeni medalem Sprawiedliwy wśród Narodów Świata. Mieli razem córkę Krystynę Widy-Kierską (ur. 1936, dr hab. i lekarkę) oraz syna Rosława (1944–1995, lekarza i pracownika Światowej Organizacji Zdrowia).
Zmarł w Warszawie, pochowany w Alei Zasłużonych na cmentarzu Wojskowym na Powązkach (kwatera B32-tuje-7).

## Ordery i odznaczenia
- Order Sztandaru Pracy I klasy (1959)[2]
- Krzyż Komandorski z Gwiazdą Orderu Odrodzenia Polski (1964)[2]
- Krzyż Komandorski Orderu Odrodzenia Polski (1946)[9]
- Order Krzyża Grunwaldu III klasy (1945)[2]
- Krzyż Walecznych (1944, 1945)[2]
- Krzyż Partyzancki (1946)[2]
- Krzyż Armii Krajowej (1981)[2]
- Medal 30-lecia Polski Ludowej (1974)[2]
- Medal Zwycięstwa i Wolności 1945 (1946)[2]
- Brązowy Medal „Za zasługi dla obronności kraju” (1979)[2]
- Odznaka honorowa „Za wzorową pracę w służbie zdrowia” (1976)[2]
- Odznaka honorowa „Za Zasługi w Rozwoju Województwa Poznańskiego” (1946)[2]
- Medal Ruchu Oporu (Francja)[10][11]
- Medal Sprawiedliwy wśród Narodów Świata (1992)[7]